# Мельники (Золотоніський район)
Ме́льники — село в Україні, у Золотоніському районі Черкаської області. Входить до складу Іркліївської сільської громади.

## Історія
Назва села імовірно походить від основного ремесла, яким здавна займались жителі села — млинарство. Старожили розповідають, що на горі, у підніжжі якої розляглося село, у давнину було збудовано і працювали 100 вітряних млинів.
Перша документальна згадка про Мельники зазначена в Генеральному слідстві Переяславського полку 1729 року.
За Гетьманщини село Мельники входило як до складу Іркліївської сотні Переяславського полку, так і з 1757 року, у відновленій Канівецькій сотні того ж полку.
У селі з 1779 року була церква Вознесіння Господного.
Зі скасуванням полкового устрою на Лівобережній Україні, Мельники в 1781 році увійшли до Городиського повіту Київського намісництва.
За описом Київського намісництва 1781 року в Мельники було 294 хати. За описом 1787 року в селі проживало 833 душі. Було у володінні різного звання «казених людей», козаків і власників: бунчукового товариша Максима Требинського, сотникових дружин Пелагеї Кулинської і Парескеви Ілліної.
У ХІХ ст. Мельники були у складі Золотоніського повіту Полтавської губернії. З уведенням волостного правління стали центром Мельниківської волості.
Село є на мапі 1812 року.
Останній кошовий отаман Війська Запорозького Йосип Гладкий народився в Мельниках. Це прізвище дуже розповсюджене в селі. Є навіть куток, який має назву «Гладківщина». Іншими поширеними прізвищами є Михно (куток Михнівщина), Артеменко (куток Артемівщина), Залозний (куток Крупівщина).
14 лютого 1920 року через Мельники під час Зимового походу проходив Кінний полк Чорних Запорожців Армії УНР. Він прибув до села о 10-й годині ввечері й зупинився там на короткий перепочинок.

## Населення

### Мова
Розподіл населення за рідною мовою за даними перепису 2001 року:
| Мова            | Кількість | Відсоток |
| --------------- | --------- | -------- |
| українська      | 1463      | 96.57%   |
| російська       | 43        | 2.83%    |
| вірменська      | 7         | 0.46%    |
| білоруська      | 1         | 0.07%    |
| інші/не вказали | 1         | 0.07%    |
| Усього          | 1515      | 100%     |

## Уродженці
- Гладкий Йосип Михайлович — останній кошовий отаман Задунайської Січі (з 1827), наказний отаман Азовського козацького війська, генерал-майор.
- Артеменко Володимир Микитович — професійний актор і режисер театру, кіно і телебачення, заслужений діяч мистецтв України.
- Безпалий Василь Григорович (1901—1983) — український письменник, автор роману «Гомін степів».

## Галерея

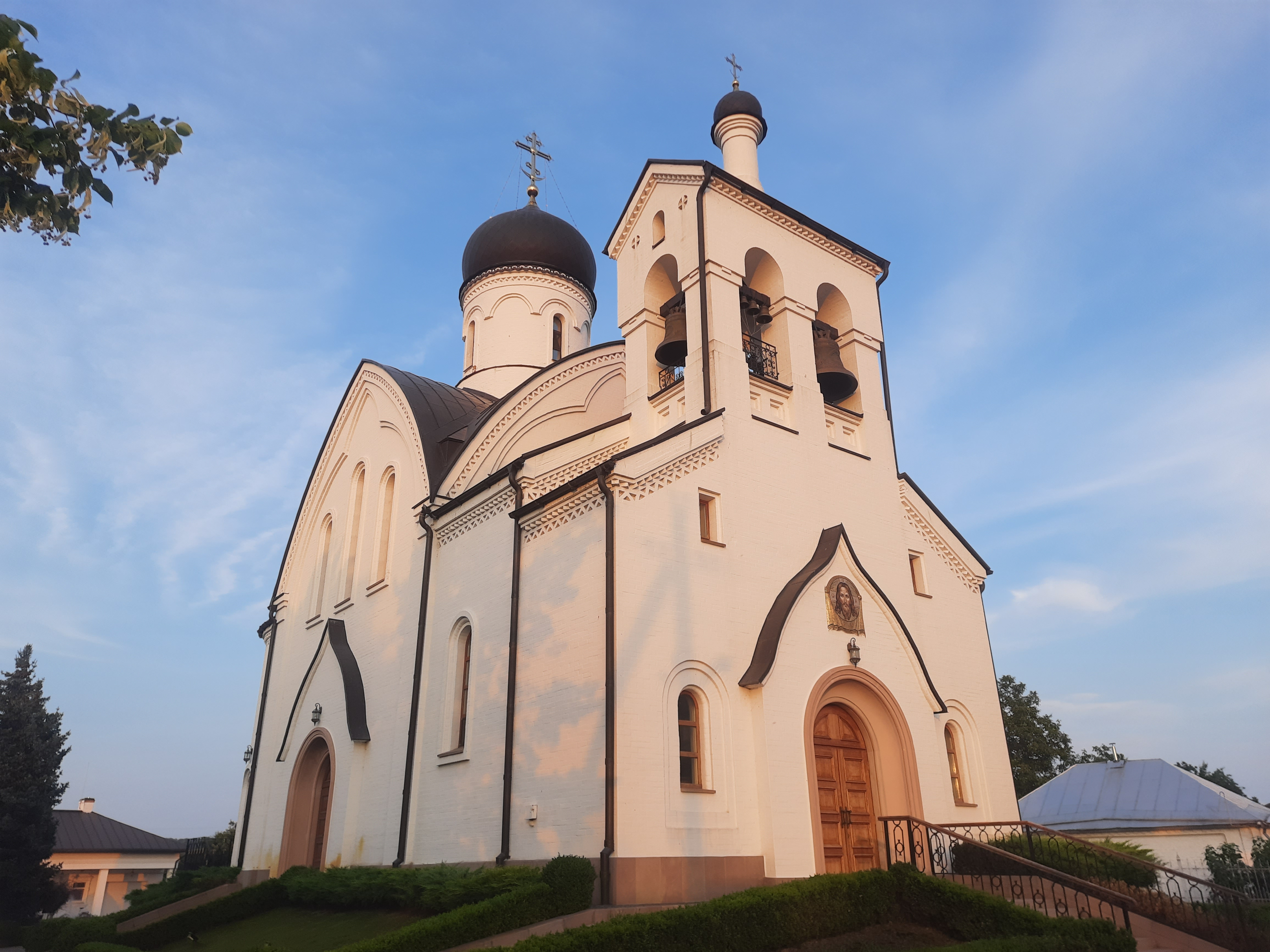
Свято-Вознесенська церква
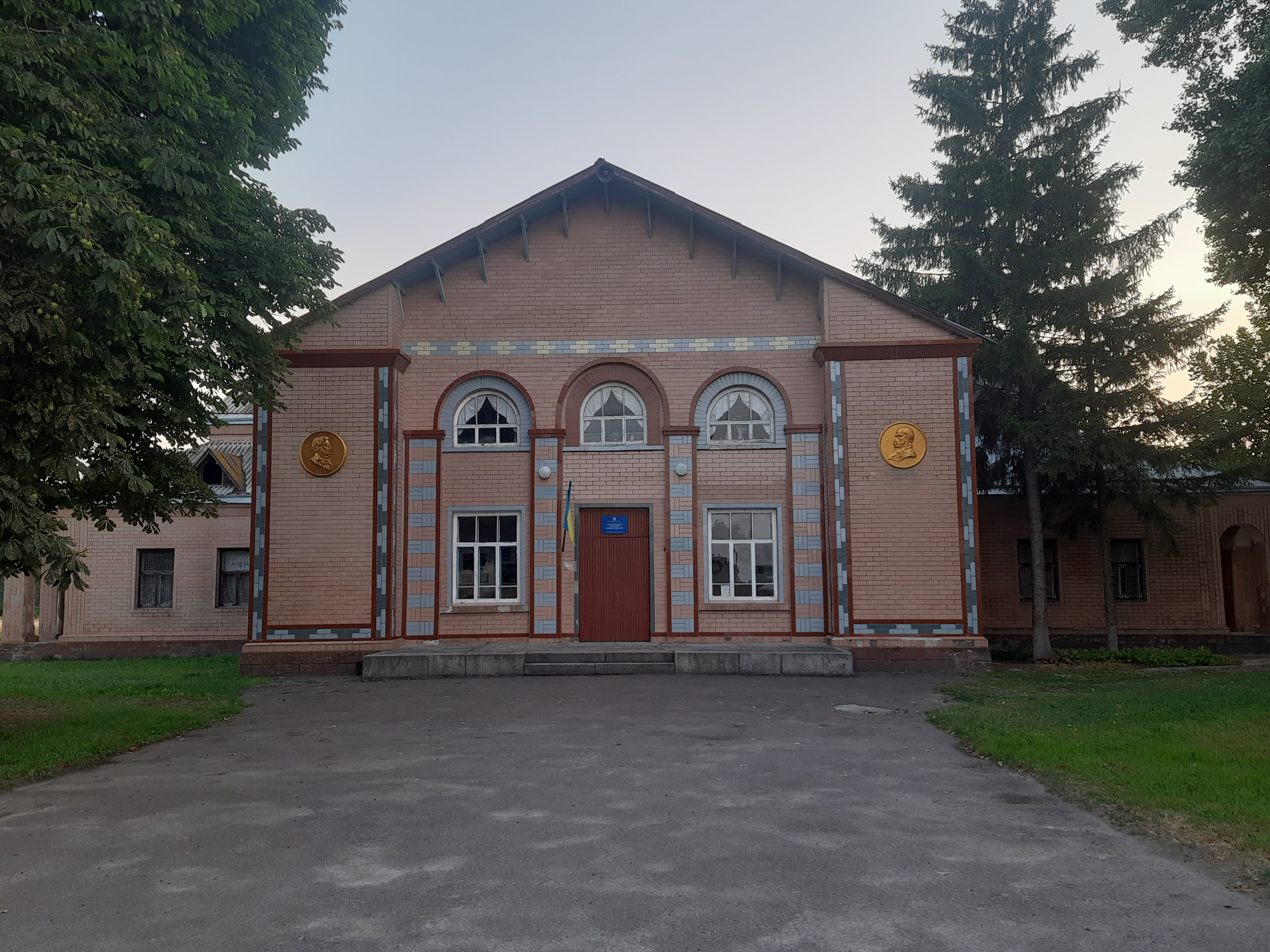
Будинок кудьтури
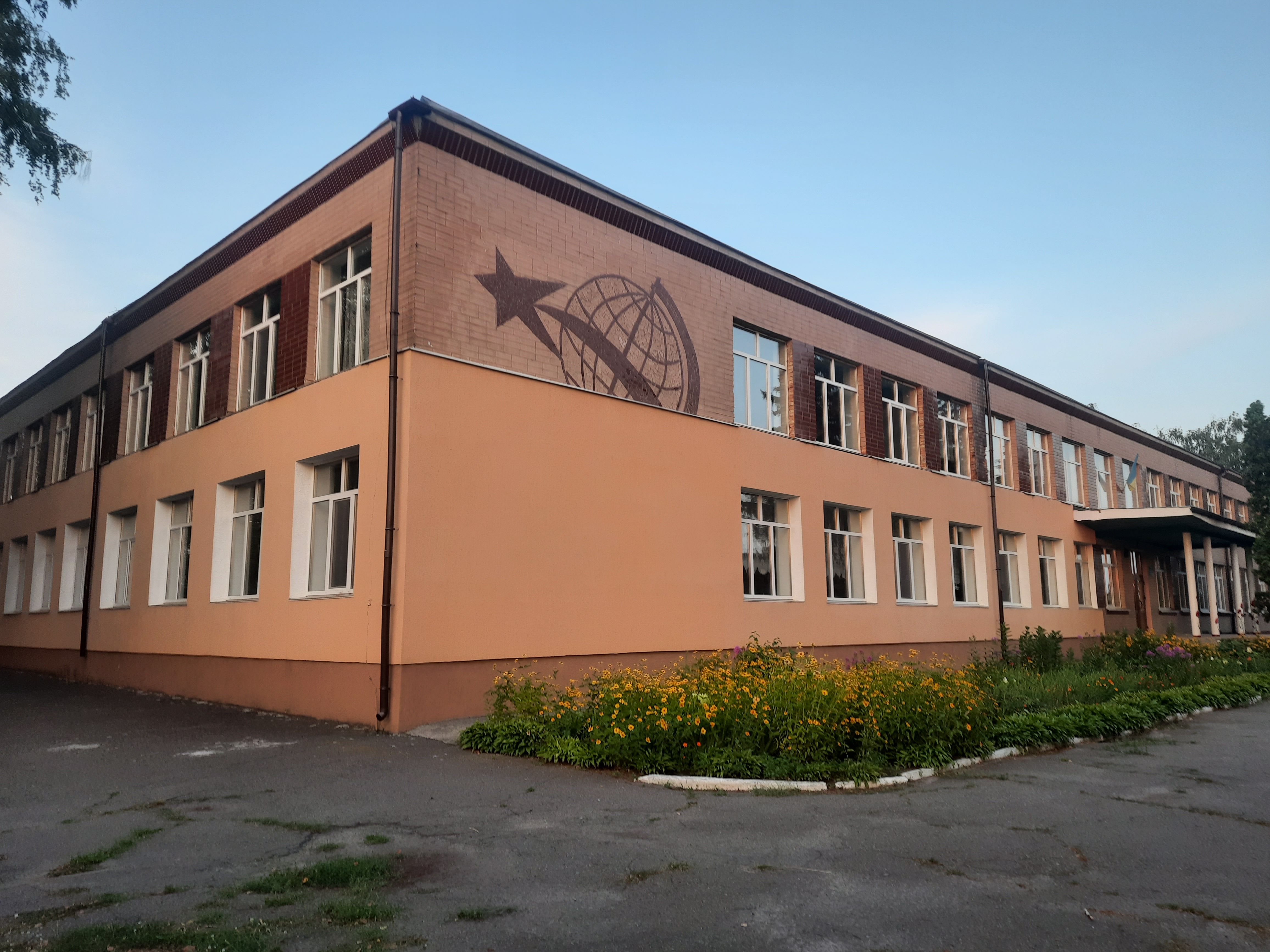
Школа
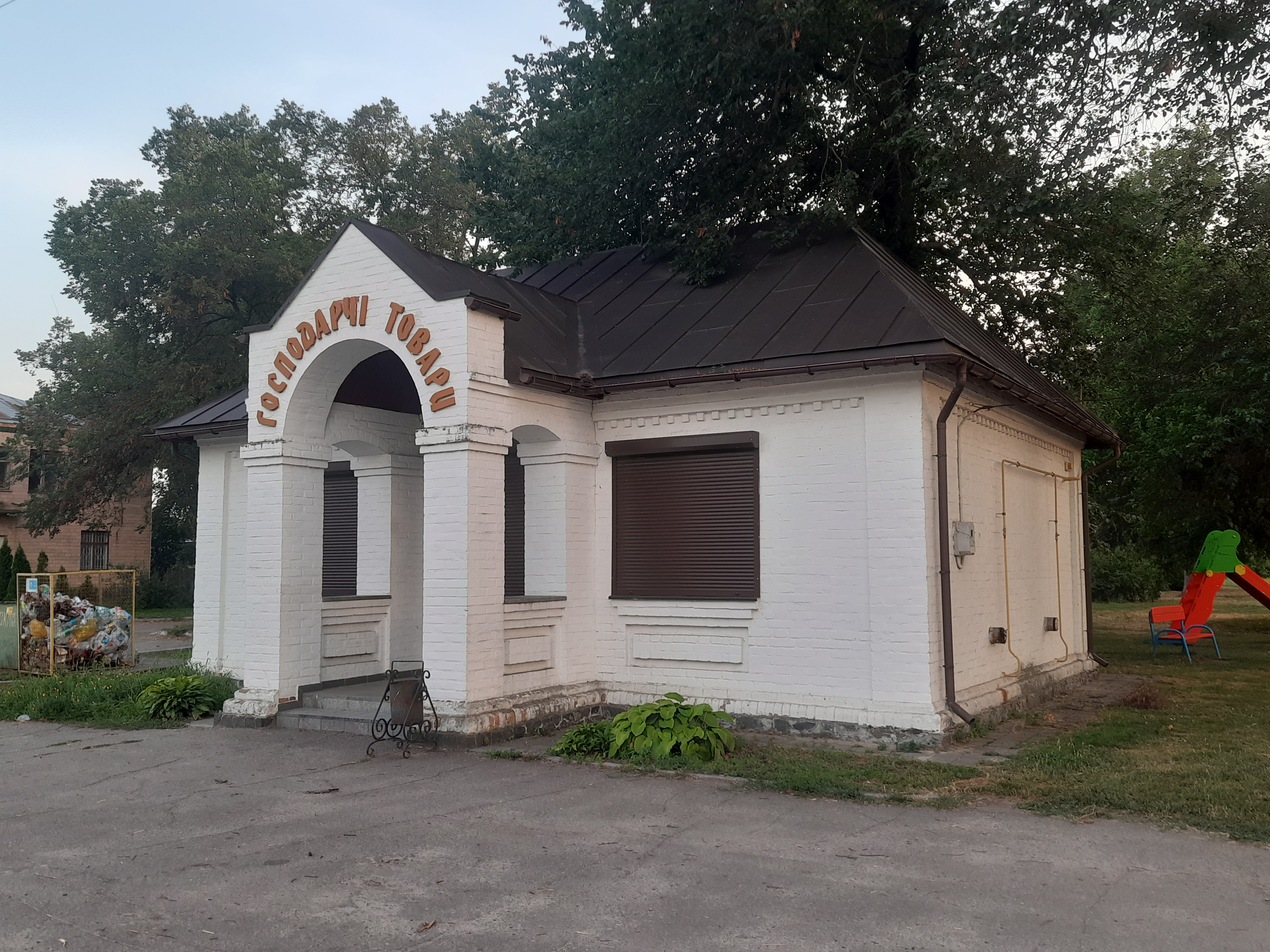
Крамниця
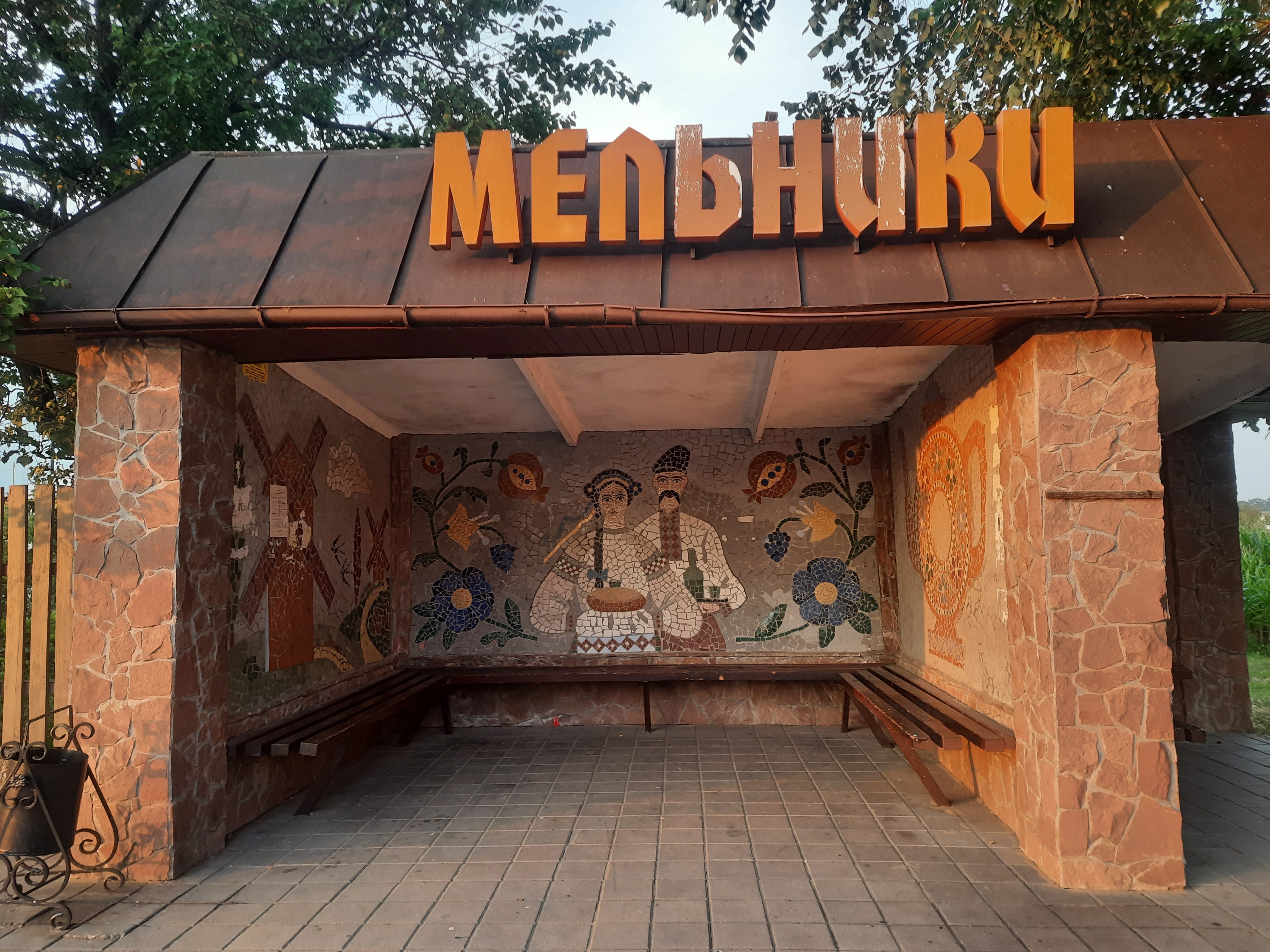
Автобусна зупинка
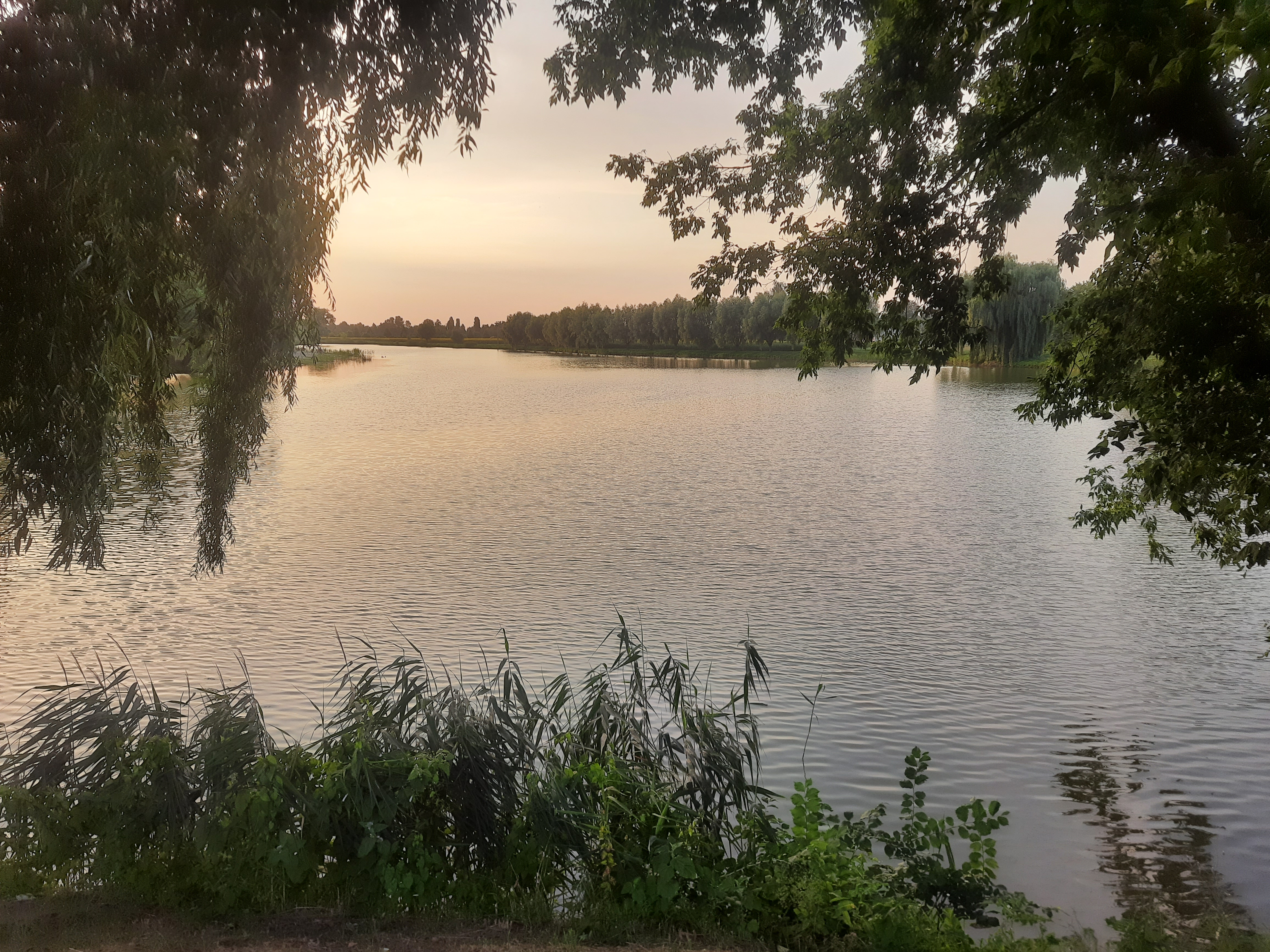
Став